# Вулиця Грушевського (Одеса)
Ву́лиця Груше́вського — одна із вулиць Одеси, розташована в Пересипському районі. Названа на честь видатного українського історика та політика Михайла Грушевського. Бере початок від вулиці Балківської та закінчується вулицею Віталія Нестеренка.

## Транспорт
На вулиці Грушевського зупиняються:
- Автобуси: 42, 46Т, 49, 51Т, 84Т, 92Т, 126, 888
- Маршрутні таксі: 165, 203, 208

## Галерея

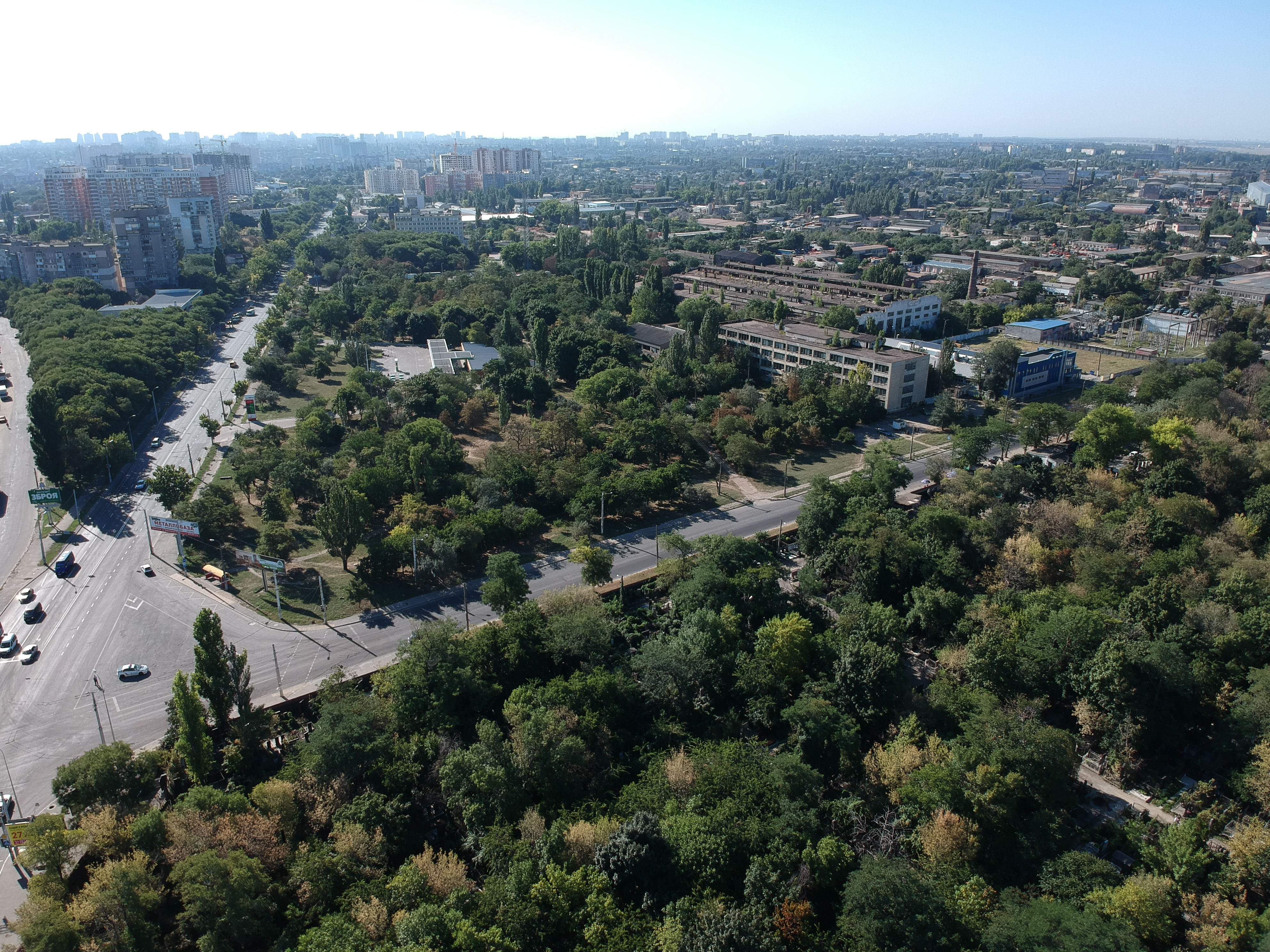
Єврейське кладовище
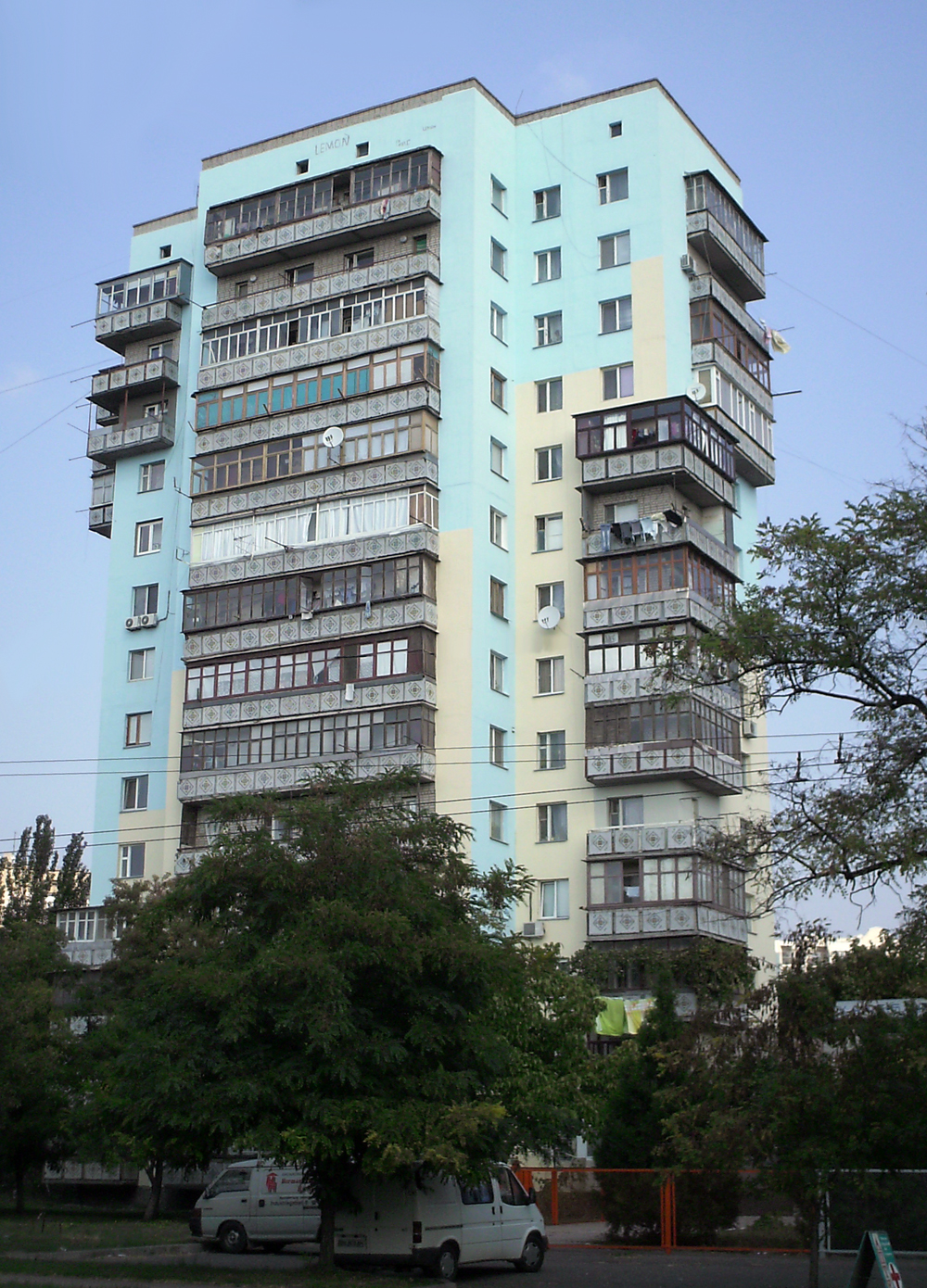
Грушевського, 50-а
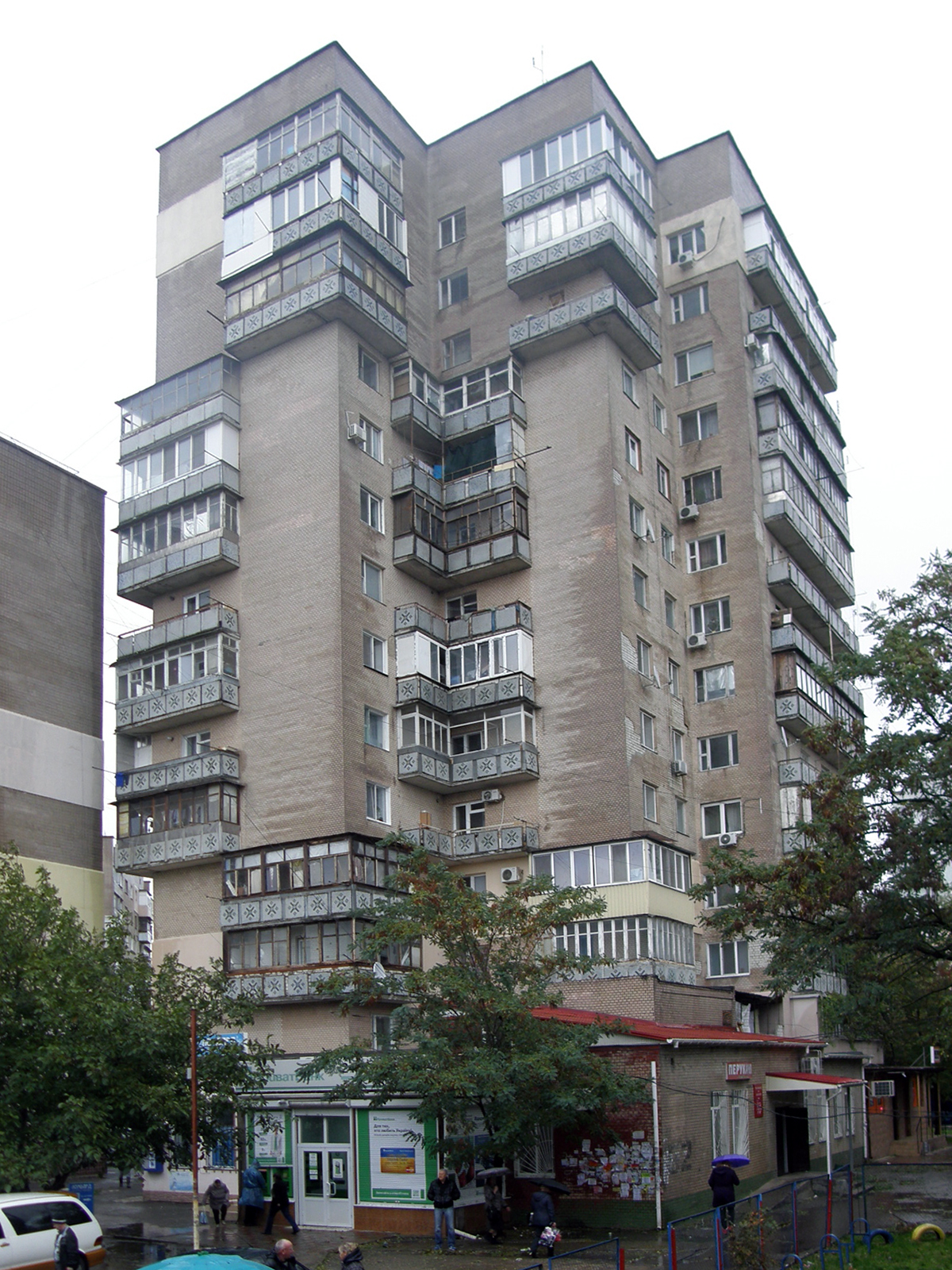
Грушевського, 52